# Stanley Drucker
Stanley Drucker (Brooklyn, 4 febbraio 1929 – Vista, 19 dicembre 2022) è stato un clarinettista statunitense.

## Biografia
Nato a Brooklyn, New York, di origini ucraine, Drucker iniziò gli studi di clarinetto all'età di dieci anni con Leon Russianoff e rimase suo allievo per cinque anni. Frequentò la High School of Music & Art (ora la Fiorello H. LaGuardia High School of Music & Art and Performing Arts, a Lincoln Square). Drucker entrò al Curtis Institute of Music all'età di 15 anni, ma lo lasciò dopo un anno, ingaggiato dall'Orchestra Sinfonica di Indianapolis. Dopo un anno lavorò con la Busch Little Symphony, diretta da Adolf Busch. Divenne poi clarinettista principale dell'Orchestra Filarmonica di Buffalo.
Nel 1948 Drucker vinse un posto nella sezione dei clarinetti della New York Philharmonic. Nel 1960 divenne il principale clarinettista dell'orchestra, dove rimase per tutta la durata della sua carriera. Il suo tempo con la New York Philharmonic ha incluso quasi 150 presenze personali con l'orchestra. Eseguì le prime esibizioni di concerti per clarinetto di John Corigliano e William Bolcom, entrambe commissionate dalla Filarmonica di New York. Drucker apparve in due registrazioni del Concerto per clarinetto di Corigliano, una registrazione in studio diretta da Zubin Mehta e una registrazione dal vivo della prima rappresentazione del 1977 diretta da Leonard Bernstein.
Nel gennaio 2008 la New York Philharmonic annunciò il ritiro di Drucker dall'orchestra al termine della stagione 2008-2009, per un totale di 61 anni con l'orchestra e 49 anni come suo clarinetto principale. La sua ultima apparizione solista con l'orchestra avvenne nel giugno 2009, nelle esibizioni del concerto per clarinetto di Aaron Copland.
Drucker è molto apprezzato per la sua musicalità e la sua longevità nel servizio con la New York Philharmonic, per un totale di 10.200 concerti, come espresso da Gustavo Dudamel nel novembre 2007:
Drucker morì a Vista, in California, il 19 dicembre 2022, all'età di 93 anni.

## Premi
Giovedì 4 giugno 2009 Drucker è stato premiato con un Guinness World Record per la sua più lunga carriera di clarinettista, dopo la sua esecuzione del Concerto per clarinetto di Aaron Copland con l'orchestra. Il Guinness registrò così la sua carriera filarmonica: "62 anni, 7 mesi e 1 giorno a partire dal 4 giugno 2009".
Nel 2010 Stanley Drucker ha ricevuto un dottorato onorario in musica presso l'Università della Florida.

## Vita privata
Drucker è sposato con Naomi Drucker, ex clarinettista principale della North Carolina Symphony e attuale assistente professore aggiunto di musica presso la Hofstra University. Hanno due figli, Leon, che è il contrabbassista degli Stray Cats con il nome d'arte di "Lee Rocker" e Rosanne, una cantautrice alternative country. Drucker ha la particolarità di essere uno dei pochi musicisti orchestrali viventi la cui biografia appare nel Grove Dictionary of Music and Musicians.